# 影城

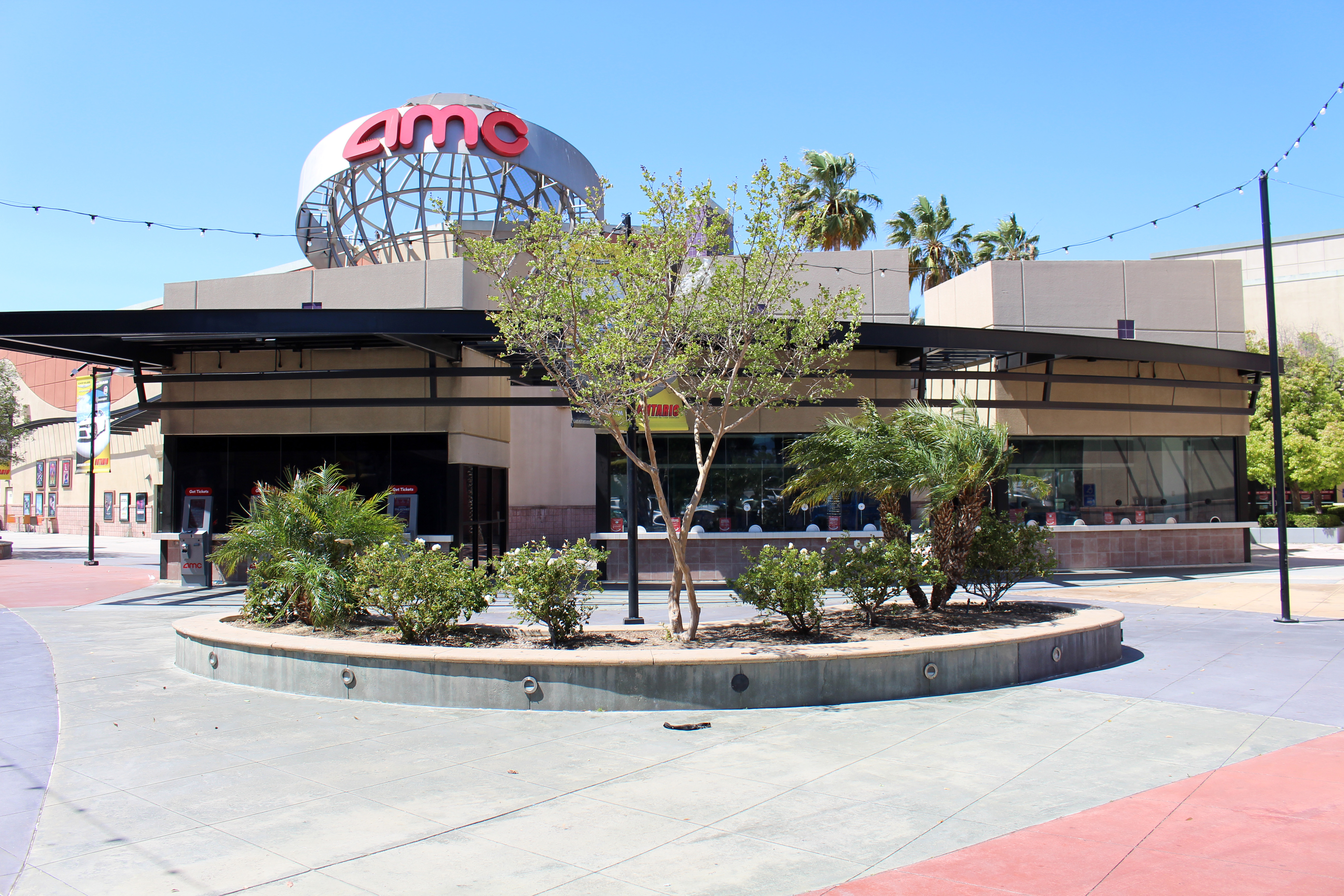
位於美國加州的「AMC Ontario Mills 30」影城

影城是一種包含多廳電影院的複合設施，通常內部至少有6至10座以上的影廳。影城通常位於經過特別設計的建物內，有時候也會是利用既有的建物改裝或擴建而成。

## 概要
「影城」的概念是源自美國稱為「multiplex」或「cineplex」的大型電影放映設施。其中除了有許多影廳之外，也有大廳、售票區、商店、試映室等設施。而更大規模的影城則被稱為「megaplex」，通常是指包含了超過20個影廳以上的超大型設施。超大影城的例子之一是位於美國加州的「AMC Ontario Mills 30」，其中包含了30個影廳，總座位數量為5,700個。在該影城於1996年12月31日開幕之後，接著在美國也陸續出現許多大型的影城。此外，位於西班牙馬德里的「Kinepolis」有25個影廳，總座位數量則高達9,000個。而英國的Cineworld共有790個影院與9518個影廳。鈺凱愛41

## 歷史

### 起源

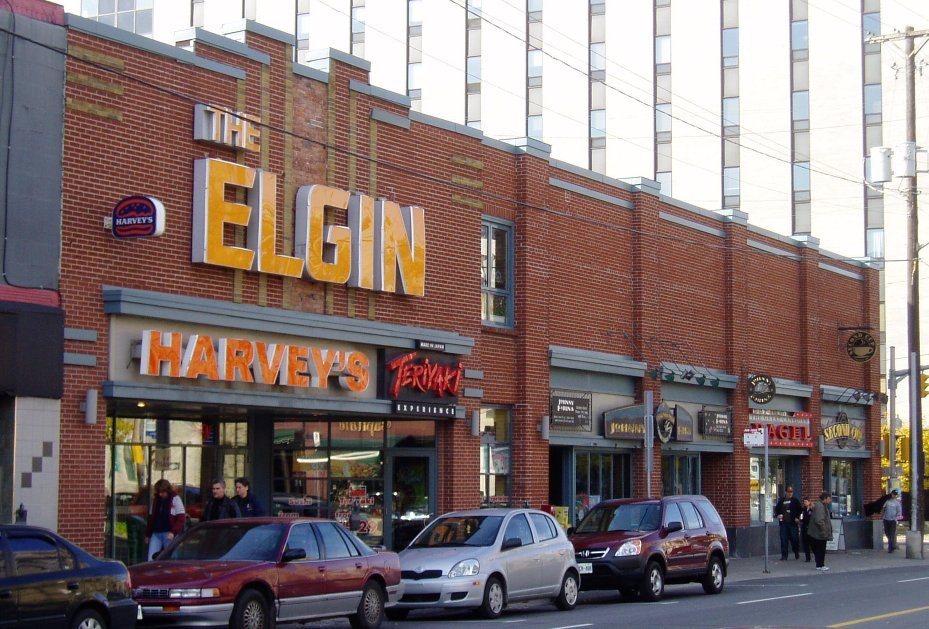
加拿大渥太華愛爾金戲院（Elgin Theatre），是世界上最早的多廳電影院之一

影城的構想最早可追溯回1930年代，但這個概念一直到1960年代中葉才開始真正地扎根和發展。
1937年，詹姆士·愛德華斯（James Edwards）將洛杉磯阿爾漢布拉戲院（Alhambra Theater）隔壁的商店改造成第二間影廳。由於兩間影廳同時播放同樣的電影，因此票房的收入也增加了一倍。
在1947年12月，加拿大渥太華愛爾金戲院（Elgin Theatre）的營運者奈特·泰勒（Nat Taylor）再開設了第二間較小型的電影院（名為：Litle Elgin），就坐落於他的第一間戲院隔壁。然而，直到1957年，因為對於為了讓新電影上映而必須撤下依然賣座的電影感到困擾，泰勒才決定在兩間戲院個別放映不同的電影。 泰勒接著在1962年於蒙特羅開設了一間有兩個影廳的戲院，接著又在1964年於多倫多開設了第二間。
1963年，AMC電影院在堪薩斯城開設了一間有兩座影廳的「Parkway Twin」戲院。該公司的總裁史坦·德伍德宣稱他在1962年時就有了這個概念，他發現「加入第二座影廳，並保持同樣的員工人數繼續營運」能為它帶來雙倍的營收。此外，「Parkway」戲院原本所在的購物中心內沒有可容納大型戲院的空間，因此最後改為建造了兩座較小型的戲院，最初兩座戲院也是同時播放同一部電影。AMC在「Parkway Twin」之後又分別於1966年和1969年分別建造了4個影廳和6個影廳的戲院。
1965年，「Westgate Cinemas」成為亞特蘭大市內第一座擁有兩個影廳的室內戲院。之後在火災燒毀其中一間戲院後，擴建成為三間影廳。

### 影廳戰爭
1979年4月，一間有18個影廳的影城在多倫多伊頓中心開幕，在當時成為了世界上最大的戲院，共同創辦人之一正是奈特·泰勒。之後在1981年左右擴建成為擁有21個影廳的影城。
Kinepolis在1988年11月於布魯塞爾開設了一坐擁有25個影廳的戲院，這座戲院經常被認為是世界上第一座可稱為「megaplex」的超大型影城。
在1996年12月30日，一座擁有30間影廳的「AMC Ontario Mills 30」在美國加州開幕，成為了全世界影廳數最多的超大型影城。

### 影響
在影城快速成長的期間內，許多城鎮內的小型電影院都因為大型影城之間的競爭而結束營業。在1970年代到1980年代間，美國許多影城的開發通常是伴隨著大型商店或郊區購物中心。激烈的競爭與快速的擴充也讓許多戲院公司面臨破產。在這段時間，除了AMC電影院之外，幾乎所有主要的美國戲院公司都曾申請破產。

## 資料來源
1. 1 2 3 4  . Cinelog.org. June 27, 2009  [November 17, 2009]. （原始内容存档于2011-07-25）.
2. ↑  Klady, Leonard. "Obituaries: Stanley Durwood （页面存档备份，存于）." Variety, July 19, 1999, p. 40.
3. ↑  . The Los Angeles Times. July 16, 1999  [November 17, 2009].[永久]
4. ↑  Sid Adilman. . The Los Angeles Times. August 5, 1979  [November 17, 2009]. （原始内容存档于2012-10-23）. ("Cineplex opened mid-April...")
5. ↑  Andrew H. Malcolm. . The New York Times. November 22, 1981  [November 17, 2009]. （原始内容存档于2021-07-03）.
6. ↑  John Tagliabue. . The New York Times. January 27, 2000  [November 17, 2009]. （原始内容存档于2022-06-18）.
7. ↑  Acland, Charles R. Screen traffic: movies, multiplexes, and global culture p.136 (2003) (ISBN 978-0822331636)
8. ↑  Degen Pener. . Entertainment Weekly. June 6, 1997  [November 17, 2009]. （原始内容存档于2012-10-15）.

## 外部連結
- 一段關於影城起源的短片